# Giovanni Battista Degli Antoni
Giovanni Battista Degli Antoni   (Bolonya, 24 de juny de 1636 - Bolonya, 1698) fou un compositor italià de l'època barroca, que forma part de l'escola de Bolonya.

## Biografia i carrera
Giovanni degli Antoni va néixer en una família de músics: el seu pare era trombonista a la basílica de San Petroni i va tenir un germà músic, Pietro degli Antoni. La seva formació musical va començar amb el seu pare i potser amb Giacomo Cesare Predieri (1611-1695). Va aconseguir el seu primer treball com a trombonista en el concert Palatino, on va treballar fins al 1675. Al mateix temps, des de 1654, va ser breument membre de la capella musical de San Petroni, però després d'una reestructuració, per part de la capella del mestre Maurizio Cazzati, va ser acomiadat el desembre de 1657. El 1684, va ser admès a l'"Accademia Filarmonica". Entre 1687 i 1698 va ser organista a la basílica de "San Giacomo Maggiore". On també tocava i ensenyava violoncel.
De 1687 van aparèixer col·leccions de música instrumental, especialment per a violí i violoncel. A més, publicà dues col·leccions de Versetti per a orgue (1687 i 1696). Durant gairebé un centenar d'anys, els seus 12 Ricercari op. 1, es van considerar que són d'importància revolucionària per a la literatura de violoncel, al costat de les obres de Domenico Gabrielli que són els primers exemples del desenvolupament d'un repertori per a violoncel sol. No obstant això, a la Biblioteca Estense de Mòdena, a finals del segle xx, es va trobar el manuscrit de Ricercate per il Violino, que va resultar, al cap de poc temps, per ser la part superior de l'anomenat violoncel sol. No es coneix una versió impresa d'aquestes obres de violí i encara és estrany que la part del violoncel s'imprimeixi com Ricercate Sopra il Cello. Malgrat aquest fet, alguns violoncel·listes creuen que alguns dels Ricercari poden ser peces en solitari, i que es poden interpretar com una peça solista per a un instrument de baix.

## Obra (selecció)
- Ricercate sopra il violoncello o clavicembalo… opera prima et Ricercate per il violino (1687)
- Versetti pour orgue, op. 2 (1687)
- Balletti e correnti, gighe e sarabande pour violon et clavecin ou violoncelle, op. 3 (1687)
- Balletti pour deux violons et clavecin ou violoncelle, op. 4
- Ricercate a violino, e violoncello o clavicembalo, op. 5 (1690)
- Balletti pour violon et violoncelle ou clavecin, op. 6 (1690)
- Versetti pour orgue, op. 7 (1696)

## Discografia
- El naixement del violoncel: degli Antoni, 12 ricercari, Op. 1- Julius Berger, violoncel "Carlo IX" d'Andrea Amati 1566(28-30 maig/2-4 juliol 2007, Solo musica SM 112) (Avís BNF noo FRBNF42321681) -amb obres de Domenico Gabrielli.